# Древна Спарта
Вижте пояснителната страница за други значения на Спарта.
Древна Спарта (на гръцки: Σπάρτη – Спарти) е полис в Древна Гърция,  в област Лакония, намиращ се в подножието на планината Тайгет. Днешният му наследник е едноименният град Спарта.В повечето време в което съществуват тя е най-силния полис.

## История
В Античността Спарта е войнствен полис, в чиято територия попадат целите области Лакония и Месения.
Древна Спарта била силно военизирана общност. Характерни за гръцките полиси били крепостните стени, но в Спарта нямало такива. От спартанските войски са се плашили всички в Древна Елада. Самата Спарта е била общност от пет незащитени свързани помежду си селища.
Тя е основана от дорийски заселници през 8 век пр. Хр. Населението на Древна Спарта се разделя на няколко категории: гражданите, наречени „равни“, участвали в Народното събрание. Тяхно основно задължение било да служат на армията на полиса. Те притежавали земя, но не я обработвали. Периеките - чужденците също били свободни хора, които можели да търгуват и притежават земя. Те също били задължени да участват в армията. Илотите - робите били поробени месенци и ахейци. Те не били изселвани от родните им места, но обработвали земите на гражданите и плащали данък за нея.
Спарта имала олигархично управление. Съветът на старейшините, който вземал политическите решения, се състоял от 2 наследствени царе и 28 пожизнено избрани от събранието на гражданите старейшини, на възраст над 60 години. Единствено гражданите – около 5000 души, вземали участие в Народното събрание и можели да приемат или отхвърлят решенията на Съвета на старейшините. Цялото възпитание на момчетата било посветено на военна подготовка. На 7 години децата напускали домовете си, за да живеят в отряди, където да се закаляват, спортуват, учат музика и бойни похвати. Гражданинът бил задължен на военна служба от 20 до 60 години. През по-голямата част от това време спартанските мъже живеели във военни лагери извън градовете и наблюдавали отблизо обучението на младежите.
През 546 г. пр. Хр. в градовете с гръцко население в западните части на Мала Азия е имало негодувания. Те са породени от завземането на древната държава Лидия от Персия, която накърнява икономическите им интереси, тъй като налага по-високи данъци. Персийската флота е далеч по-мощна от тази на гръцките градове и спира връзката им с Черно море. Освен това гърците в западните малоазийски градове са принудени да работят на строежите на персите и да бъдат част от войските им. Всичко това довежда до общо въстание на поробените от Персия гърци. Въстанието, наречено още Йонийско въстание, е подкрепено от Атина и Еретрия и избухва в Милет, но е бързо потушено от Персия. Град Милет е превзет и опустошен, а персите започват подготовка за наказателна акция към Атина и Еретрия. Първият отпор на атиняните е даден при Маратонското поле, където персите са обърнати в бяг. В името на борбата срещу мощната империя гръцките полиси се обединяват в Общоелински морски съюз, в който се включва и Спарта. След продължителните гръко-персийски войни елините печелят битката и близо 2 десетилетия Персия престава да бъде заплаха за Елада. Но след войните Спарта и Атина се изправят една срещу друга в борба за надмощие в Древна Гърция. Конфликтът между двата полиса довежда до Пелопонеската война, спечелена от Спарта, чието превъзходство в Гърция е наречено спартанска хегемония. То обаче трае само до поражението през 371 пр.н.е. при Левктра, когато спартански хоплити в пълно въоръжение за първи път са победени в бой от тиванците начело с Епаминонд.
Известното мото на спартанските войски е: " Върни се с щита си или на него".
По-късно, по времето на Александър Велики, през 336 пр.н.е. Спарта е само сянка на предишното си величие и се принуждава да стане членка на Ахейската лига.
Спарта възниква към 10 в. пр.н.е. по долината на река Евротас. Поради социалната структура и държавното си устройство Спарта заема особено място между гръцките полиси. То дава повод на нея да се гледа още през древността като нещо изключително. През 740 – 720 г. пр.н.е. започва първата месенска война, последвана от втора (650 – 620 г. пр.н.е.). Войните завършват с пълно завоевание на областта и с поробване на местното население.
Спартанската армия образува един вид затворена военна община и неслучайно техният бог на войната е изобразяван окован, за да им остане верен и да не ги напусне. Всички се подчиняват на казармена дисциплина и упражняват своего рода колективна диктатура над поробеното население. Тази особеност на историческото развитие на Спарта предопределя нейното своеобразие, превръща социалните и политическите ѝ институции в строго йерархични. Единствената цел е да се укрепи бойната мощ на държавата, като се спазва принципът за пълно подчинение на отделната личност пред нея.
През 8 – 6 в. пр.н.е. в обществото се оформят 3 основни класи: спартанци, периеки и илоти. Спартанците са жители на Спарта – представители на господстващата военна върхушка. Те образуват т.нар. спартански демос, включващ семействата им. Мъжете се занимават само с военно дело и не вземат участие в земеделието, занаятите и търговията. Периеките – (тези, които живеят наоколо) са вероятно потомци на предишните ахейски жители. След завземането на земите им те са подчинени съюзници. Те запазват личната си свобода, но не се ползват с никакви политически права, плащат данъци и не могат да встъпват в брак със спартанците. В ръцете на периеките са занаятите и търговията. Периеките участват и в бойните действия, но са в отделна група от спартанците и ги използват като помощни отряди. Илотите са поробеното население в Месения. Те се занимават със земеделието, като се изхранват главно с него. В ежедневието илотите са под постоянно наблюдение и се отличават от всички с особеното си облекло. За да се предотвратят каквито и да е опити за въстание, всяка година държавата прилага предпазни мерки, като спартанците се пръскат из цялата страна и избиват най-смелите и енергичните сред илотите.
Държавният строй в Спарта е пригоден за военизирана аристократична робовладелска държава. Начело на държавата стоят двама наследствени царе – базилевси или още наричани архигети. Произхождат от два аристократични рода – дорийски и ахейски. Вторият орган на управление е герузията – съветът на старейшините. Той е съставен от 28 души – геронти. Висшата власт принадлежи на народното събрание – апела. В нея влизат всички спартанци, навършили 30 години.
Към Спарта със силата на оръжието се присъединяват и Елида, Сикион, Коринт, Егина, в съюза не влизат само Аргос и Ахея. По този начин през втората половина на 6 в. пр.н.е Спарта започва активно да се намесва и във вътрешните работи на Средна Гърция.
Атина и Спарта заемат главно място сред многобройните градове и държави в Древна Гърция. Съперничеството между тях играе важна роля в Древногръцката история на 4 век пр.н.е.
Атина и Спарта имат различно държавно устройство, различни традиции и начин на живот. Атина е оживен търговски град, в който непрекъснато прииждат граждани от другите полиси. Върховната власт в Атина е оглавена от народно събрание, в което се обсъждат и решават главни за града въпроси чрез гласуване. Могъщата и богата Атина става най-големият търговски и културен център на Древна Гърция, привличащ знаменити поети, историци и философи.
Спарта е управлявана от двама царе и висши длъжностни лица. Спартанското общество се подчинява на строги военни закони. Градът разполага със силна дисциплина и великолепно обучена армия. В резултат на реформите на Клистен и Перикъл Атина става родина на демокрацията. Право да гласуват и да заемат държавни длъжности имат всички атински граждани. От това право са лишени жените, чужденците и разбира се, робите. В 400 г. пр.н.е. благодарение на мощния си флот Атина контролира корабоплаването в Егейско море и в много от гръцките колонии.
Тя контролирала със силната си воля съюзниците си и безпощадно потушава с военна сила всяка тяхна съпротива и опит и да излязат от съюза. Много от народите плащат данъци на атинската хазна, за да си осигурят защита и преимущества в търговията. В Атина са издигнати величествени храмове и обществени сгради, украсени с великолепни скулптури.
Настъпва подем в областта на духовния живот. Постиженията на атинските поети, философи и математици допринасят за развитието на гръцката култура. Създадените в този период творения на изкуството стават в следващия век обект за подражание, затова са смятани за класически. Оттук идва наименованието на този период в древногръцката история. Свой принос към културата на класическа Гърция имат и много други гръцки полиси – Коринт, Тива, Самос, Византион. Тъй като са по-малки и не толкова силни, колкото Атина и Спарта, те са принудени да се съюзят или с единия, или с другия от големите съперници.
Отношението на спартанците към своите роби – илоти, е много жестоко. През 464 г. пр.н.е. илотите се разбунтуват, което продължава близо 20 години. За потушаването на бунта на помощ се притичат и други гръцки градове, но спартанците се справят едва когато създават специална армия за борба срещу робите – първата „държавна полиция“. След края на войната в държавата на спартанците започва голяма криза, след която Спарта не се възстановява никога повече. Спартанските жени също са обучавани военно. В сравнение с другите гръцки градове държави, жените в Спарта имат много повече права и свободи. Те живеят в градовете, често без своите мъже и се занимавали предимно с мъжки професии като например търговия.